# Acherontia

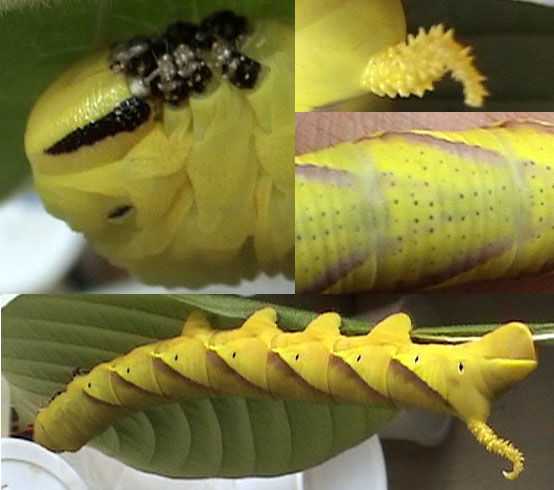
Raupe von Acherontia styx

Acherontia ist eine Gattung innerhalb der Schmetterlingsfamilie der Schwärmer (Sphingidae). Die Arten der Gattung kommen in der Alten Welt vor.

## Merkmale
Die Falter sind groß und kräftig gebaut. Die Vorderflügel sind groß und dunkel gefärbt, die Hinterflügel sind gelb und tragen eine schwarze Submarginalbinde. Am Rücken des Thorax befindet sich eine totenkopfförmige Zeichnung. Der Saugrüssel ist gedrungen, kürzer als der Thorax und behaart. Die Öffnung befindet sich oberseits vor der Spitze. Die Labialpalpen sind deutlich separiert. Die Fühler sind gedrungen, gleichmäßig dick und am Ende zu einem Haken gekrümmt. Der Hinterleib trägt eine gelbe rippenartige Zeichnung. Die Tibien der Hinterbeine haben zwei Paar Sporne. Die Tarsen der mittleren und hinteren Beinpaare sind stark gestaucht.
Die Eier sind blassgrün oder bläulich und verhältnismäßig klein.
Die Raupen sind in ihrer Färbung variabel. Ihr gelbes, oder hellbraunes Analhorn ist charakteristisch mit warzenartigen Pusteln bedeckt, „S“-förmig und nach unten gekrümmt. Im letzten Raupenstadium verlaufen an den Seiten des Körpers deutliche, schräge, zweifarbige Streifen und der Rücken ist gepunktet. Die Raupen können mit den Mandibeln knisternde Geräusche erzeugen.
Die Puppe ist glatt und glänzend, der Saugrüssel ist mit dem Körper verwachsen. Der Kremaster ist breit und hat zwei kurze Endspitzen.

## Lebensweise
Die Imagines können bei Störung einen pfeifenden, schrillenden Ton von sich geben. Die Raupen ernähren sich von Bäumen, Sträuchern und krautigen Pflanzen, hauptsächlich aus den Familien der Nachtschattengewächse (Solanaceae), Trompetenbaumgewächse (Bignoniaceae), Eisenkrautgewächse (Verbenaceae) und Ölbaumgewächse (Oleaceae).

## Taxonomie und Systematik
In Europa wird die Gattung Acherontia nur durch den Totenkopfschwärmer vertreten, weltweit sind drei Arten der Gattung bekannt. Die Gattung Acherontia wird gemeinsam mit vier anderen Gattungen in die Tribus Acherontiini gestellt, deren Monophylie gut begründet ist. Die Verwandtschaftsverhältnisse zwischen den Gattungen innerhalb der Tribus sind nicht vollends erforscht, sicher scheint jedoch, dass Acherontia am nächsten mit der Gattung Coelonia verwandt ist, die demnach die Schwestergruppe bildet. Die drei Arten der Acherontia sind dabei von Coelonia gut abgegrenzt. Anhand von morphologischen Untersuchungen von Imagines, Raupen, Puppen und Raupennahrungspflanzen konnte gezeigt werden, dass Acherontia atropos mit Acherontia styx nächstverwandt ist, das Schwestertaxon der beiden Arten ist Acherontia lachesis.
Der Gattungsname Acherontia ist von Acheron, einem der fünf Flüsse der Unterwelt aus der griechischen Mythologie abgeleitet. Auch das Artepitheton aller drei Arten haben Bezug zur griechischen Unterwelt. Atropos und Lachesis sind Schicksalsgöttin und zwei der drei Moiren, Styx ist ein Fluss der Unterwelt.
Es ergeben sich in der Gattung Acherontia folgende Verwandtschaftsverhältnisse:
|  | Acherontia lachesis                                                    |
|  |                                                                        |
|  | \| \| Acherontia atropos \| \| \| \| \| \| Acherontia styx \| \| \| \| |
|  |                                                                        |
|  | Acherontia atropos                                                     |
|  |                                                                        |
|  | Acherontia styx                                                        |
|  |                                                                        |

|  | Acherontia atropos |
|  |                    |
|  | Acherontia styx    |
|  |                    |

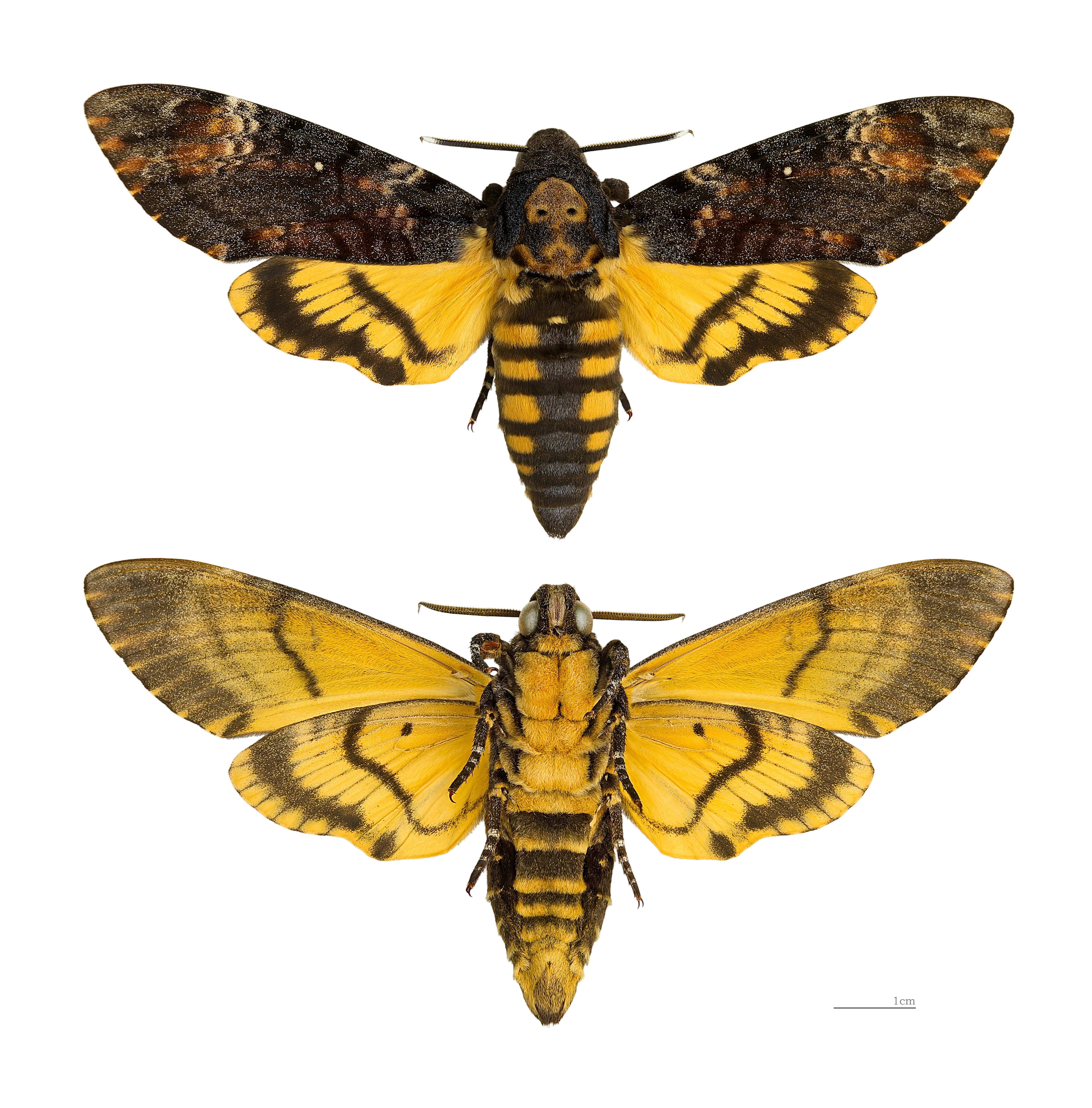
Acherontia atropos
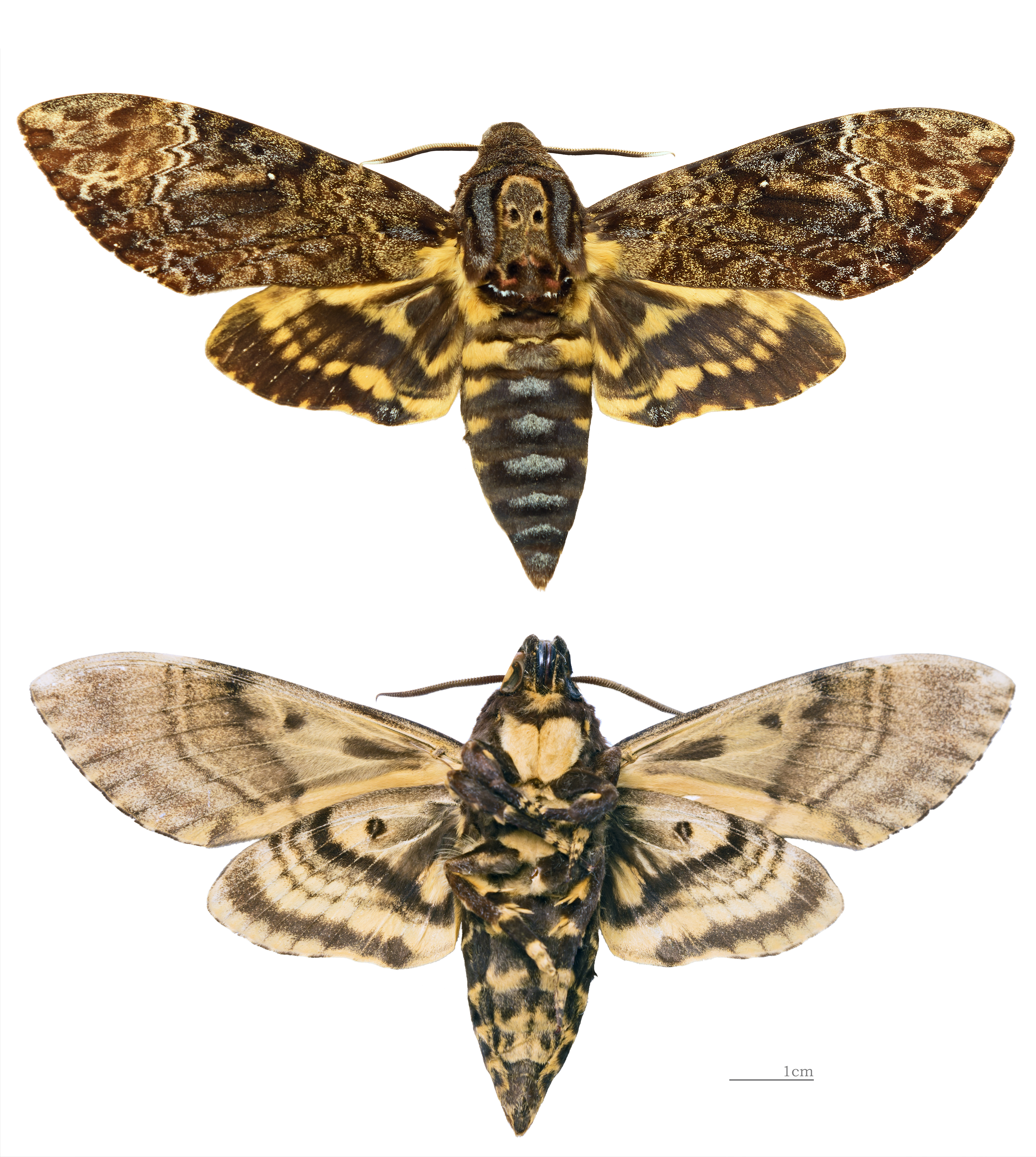
Acherontia lachesis
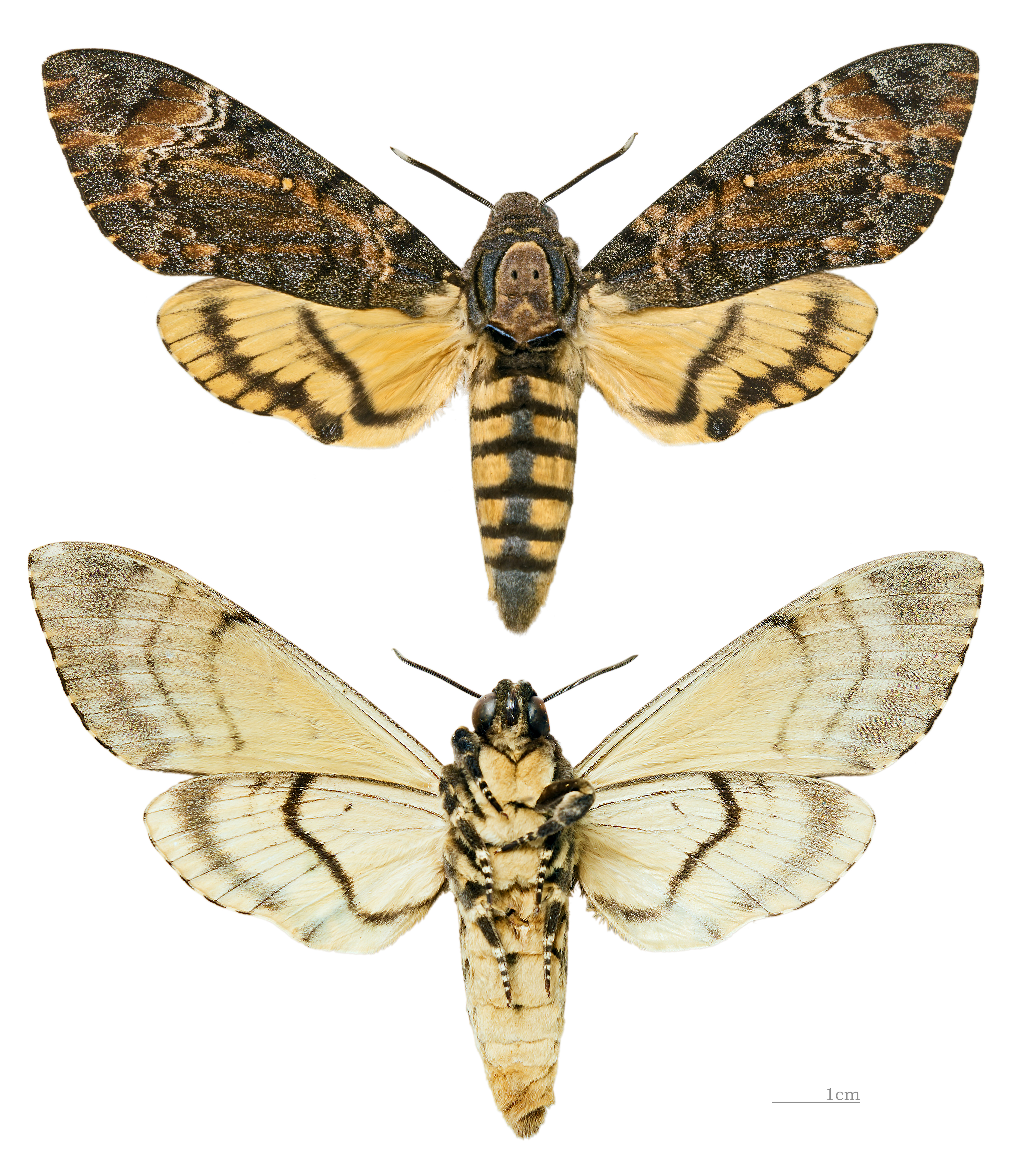
Acherontia styx

## Belege